# Tomáš Jirsák
Tomáš Jirsák, né le 29 juin 1984 à Vysoké Mýto, est un footballeur professionnel tchèque. Il est milieu de terrain.

## Palmarès
- Champion de Pologne : 2008, 2009 et 2011